# Rovon
Rovon település Franciaországban, Isère megyében. Lakosainak száma 613 fő (2022. január 1.). Rovon Vinay, L’Albenc, Cognin-les-Gorges, Malleval-en-Vercors, Rencurel és Saint-Gervais községekkel határos.

## Népesség
A település népessége az elmúlt években az alábbi módon változott:
| Lakosok száma | 262  | 310  | 424  | 578  | 601  | 609  | 609  | 611  | 608  | 613  |
|               | 1968 | 1982 | 1990 | 2006 | 2013 | 2015 | 2017 | 2019 | 2020 | 2022 |